# Onthophagus hindu
Onthophagus hindu là một loài bọ cánh cứng trong họ Bọ hung (Scarabaeidae).